# Самсоновка (Черниговская область)
Самсоновка (укр. Самсонівка) — село в Корюковском районе Черниговской области Украины. Население 24 человека. Занимает площадь 0,341 км².
Код КОАТУУ: 7422489204. Почтовый индекс: 15351. Телефонный код: +380 4657.

## Власть
Орган местного самоуправления — Тютюнницкий сельский совет. Почтовый адрес: 15350, Черниговская обл., Корюковский р-н, с. Тютюнница, ул. Богдана Хмельницкого, 56.